# The Daily Star (Libanon)
The Daily Star ist eine englischsprachige Zeitung für den Nahen Osten, die in Beirut, Libanon, herausgegeben wird. Sie wurde 1952 von Kamel Mrowa gegründet, dem Verleger der arabischen Tageszeitung Al-Hayat.

## Geschichte
Die 1952 gegründete englischsprachige Zeitung sollte der wachsenden Zahl von Ausländern, welche die Ölindustrie in die Region gebracht hatte, als Informationsquelle dienen. Zuerst wurde sie im Libanon in Umlauf gebracht und dann wurde das Verbreitungsgebiet auf die gesamte Region ausgeweitet. Sie vermittelte nicht nur Nachrichten aus den Heimatländern der Ausländer, sondern informierte auch über Neuigkeiten aus der Region. In den 1960er-Jahren war sie die führende englischsprachige Zeitung im Nahen Osten.
Nach dem Tod von Mrowa 1966 wurde die Zeitung von seiner Witwe Salma Elbissar übernommen, die sie bis zum Ausbruch des Libanesischen Bürgerkrieges führte, der die Einstellung der Publikation erzwang. Als Anfang des Jahres 1983 die Hoffnungen auf Frieden groß waren, begann die Produktion der Zeitung unter der Leitung von Mrowas Söhnen erneut, doch die neuerliche Intensivierung des Krieges brachte die Zeitung wieder unter Druck. Die Flucht der Intellektuellen aus dem Land verringerte sowohl die Personaldecke des Blattes als auch seine Leserschaft. Trotzdem blieb das Blatt bis 1985 eine Tageszeitung und erschien noch ein weiteres Jahr als Wochenzeitung, bevor die Veröffentlichung erneut eingestellt wurde. Nach Erreichen des Friedens 1991 und der Entwicklung eines Wiederaufbauprogrammes drei Jahre später, sah die Zeitung erneut der Veröffentlichung entgegen. Unter der Leitung von Mrowas erstgeborenem Sohn Jamil Mroue begann der Druck der Zeitung 1996 mit modernen Pressen, erfahrenen ausländischen Journalisten und einem ambitionierten libanesischen Team erneut.
2004 verschmolz der Daily Star seine libanesischen und regionalen Ausgaben und fokussierte sich auf libanesische Ausländer im Gebiet des Golfkooperationsrats (GCC).
Wegen wirtschaftlicher Schwierigkeiten stellte der Dailystar sein Erscheinen im Januar 2009 vorübergehend ein, nahm es aber im Februar 2009 wieder auf. The Daily Star musste im Februar 2020 vorübergehend die Druckausgabe einstellen, da die libanesische Presse vor großen finanziellen Herausforderungen stand, die durch die Verschlechterung der wirtschaftlichen Lage des Landes noch verschärft wurden.

## Vertrieb
Der Daily Star hat im Jahre 2000 eine Vereinbarung mit der Zeitung International Herald Tribune (IHT) über gemeinsame Marketingpräsentation, Druck und Distribution abgeschlossen. Nach der Vereinbarung vertritt der Daily Star die IHT in den Ländern des Golfkooperationsrates, Libanon, Syrien, Jordanien, Ägypten, dem Jemen und Irak, die Kooperation endete jedoch 2006 (Libanonkrieg 2006).
Ab 2006 produzierte der Daily Star vorübergehend eine Lokalausgabe “The Daily Star – Kuwait edition” in Zusammenarbeit mit Al-Watan, einer arabischsprachigen Tageszeitung aus Kuwait.
Der Daily Star betreibt seit 1997 eine Internetplattform, die lange als eine der besten im Nahen Osten galt.
Allerdings starteten libanesische Blogger 2010 eine Kampagne, um eine Überarbeitung des veralteten Design der Website zu erreichen, und 2011 wurde die Webpräsenz tatsächlich überarbeitet.
Der Daily Star hat eine breite Online-Leserschaft, hauptsächlich in Nordamerika, Europa und Australien.